# Přimda
Přimda (en allemand : Pfraumberg) est une ville du district de Tachov, dans la région de Plzeň, en Tchéquie. Sa population s'élevait à 1 621 habitants en 2024.

## Géographie
Přimda se trouve à 15 km au sud-sud-est de Tachov, à 51 km à l'ouest-sud-ouest de Plzeň et à 135 km à l'ouest-sud-ouest de Prague, en Tchéquie.
La commune est limitée par Staré Sedliště au nord, par Bor et Stráž à l'est, par Třemešné au sud et à l'ouest, et par Rozvadov et Hošťka à l'ouest.

## Histoire
La première mention écrite du village date de 1126.

## Administration
La commune se compose de neuf sections :
- Přimda ;
- Kundratice ;
- Malé Dvorce ;
- Málkov ;
- Mlýnec ;
- Rájov ;
- Třískolupy ;
- Újezd pod Přimdou ;
- Velké Dvorce.

## Galerie

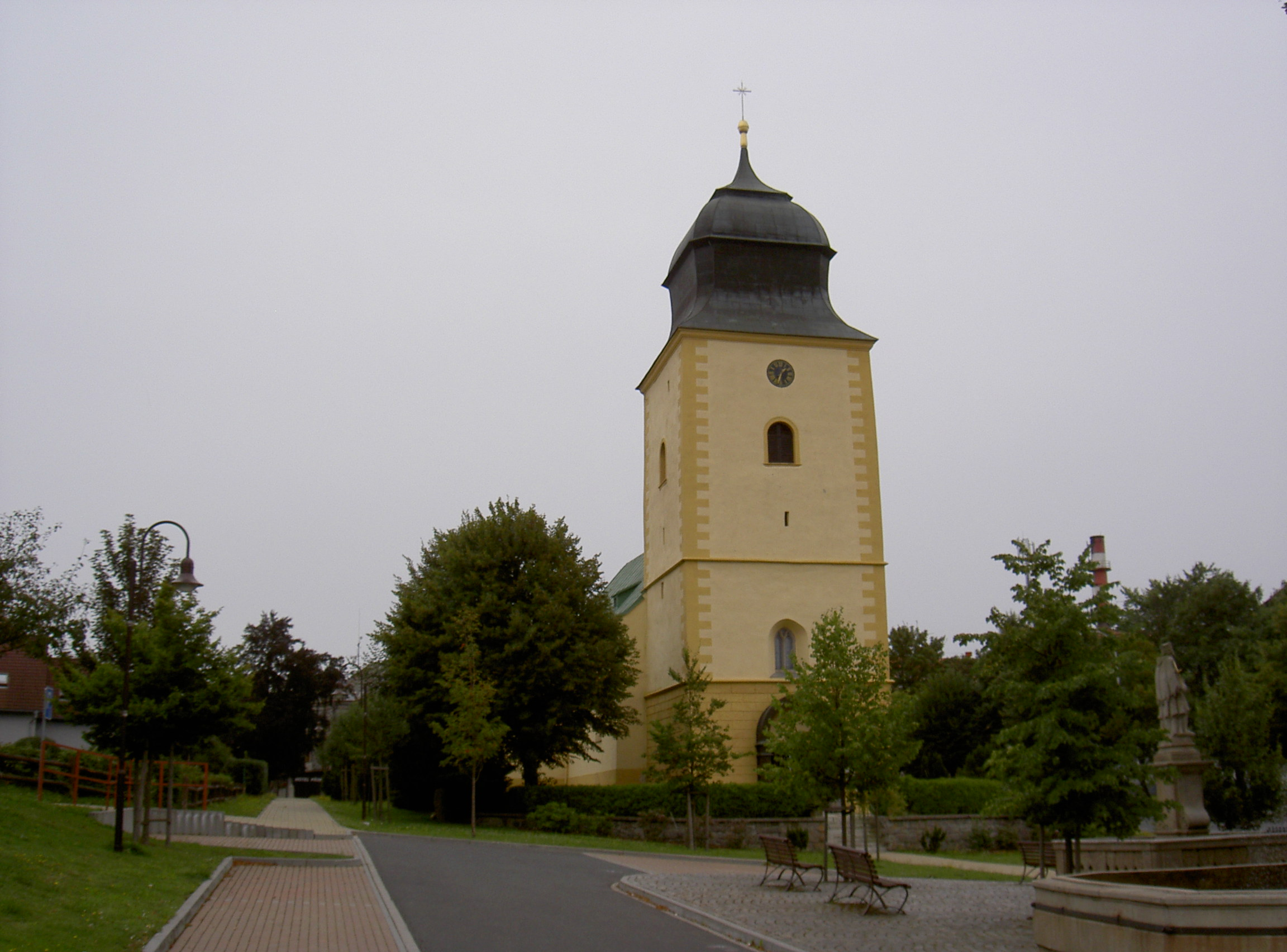
Église Saint-Georges.
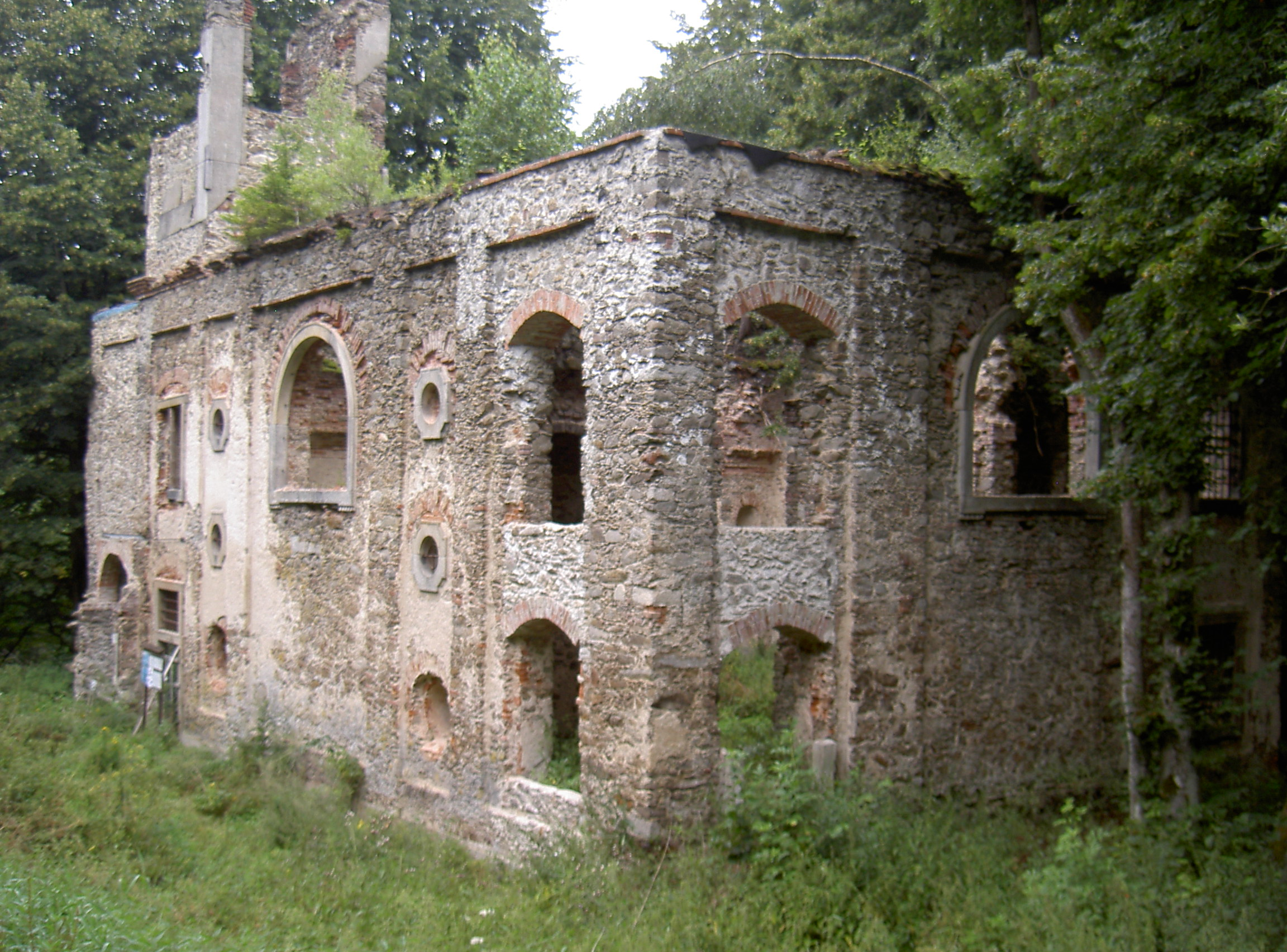
Ruines de l'église Sainte-Apollonie.
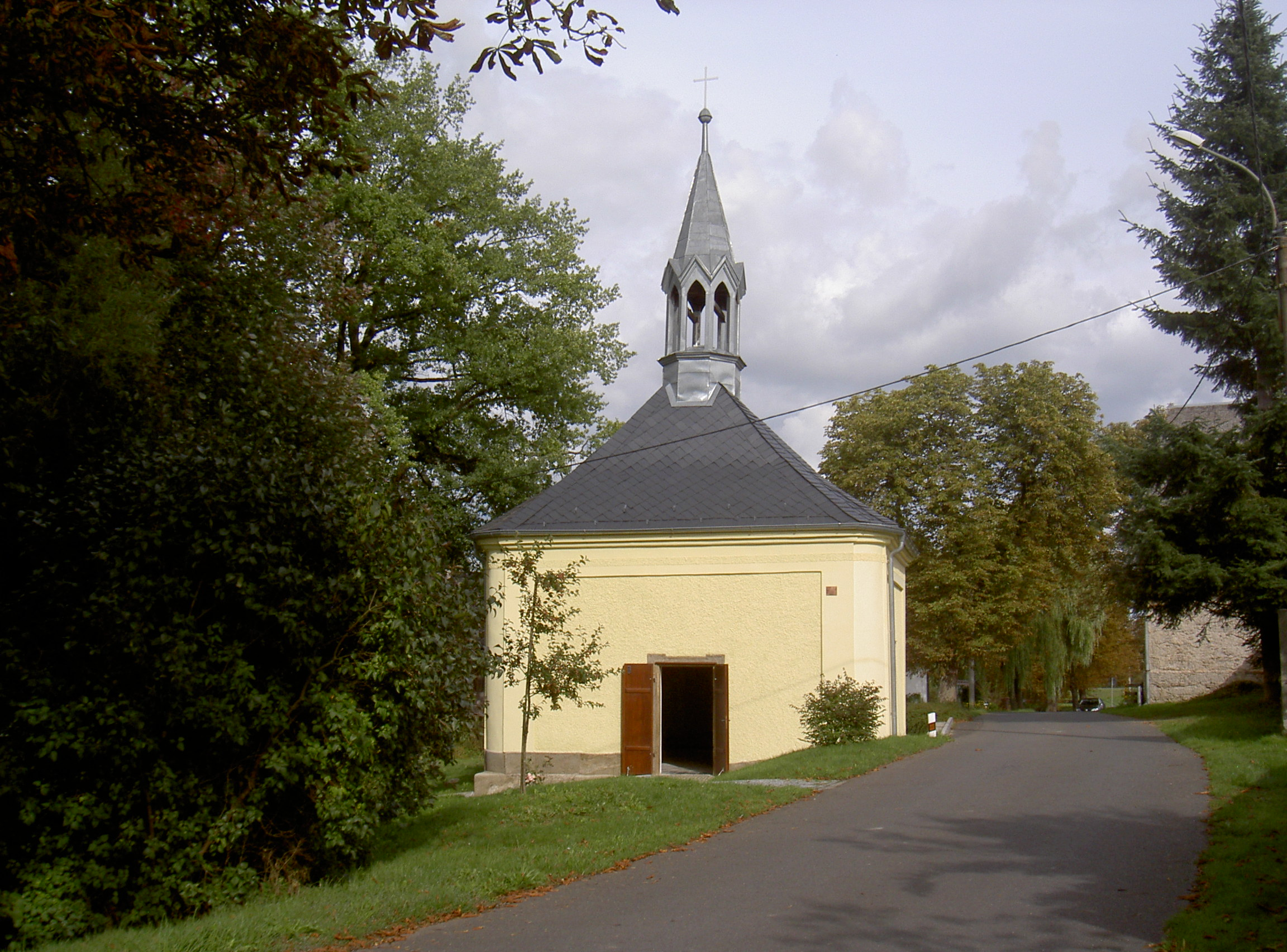
Chapelle Saint-Wendelin à Třískolupy pod Přimdou.

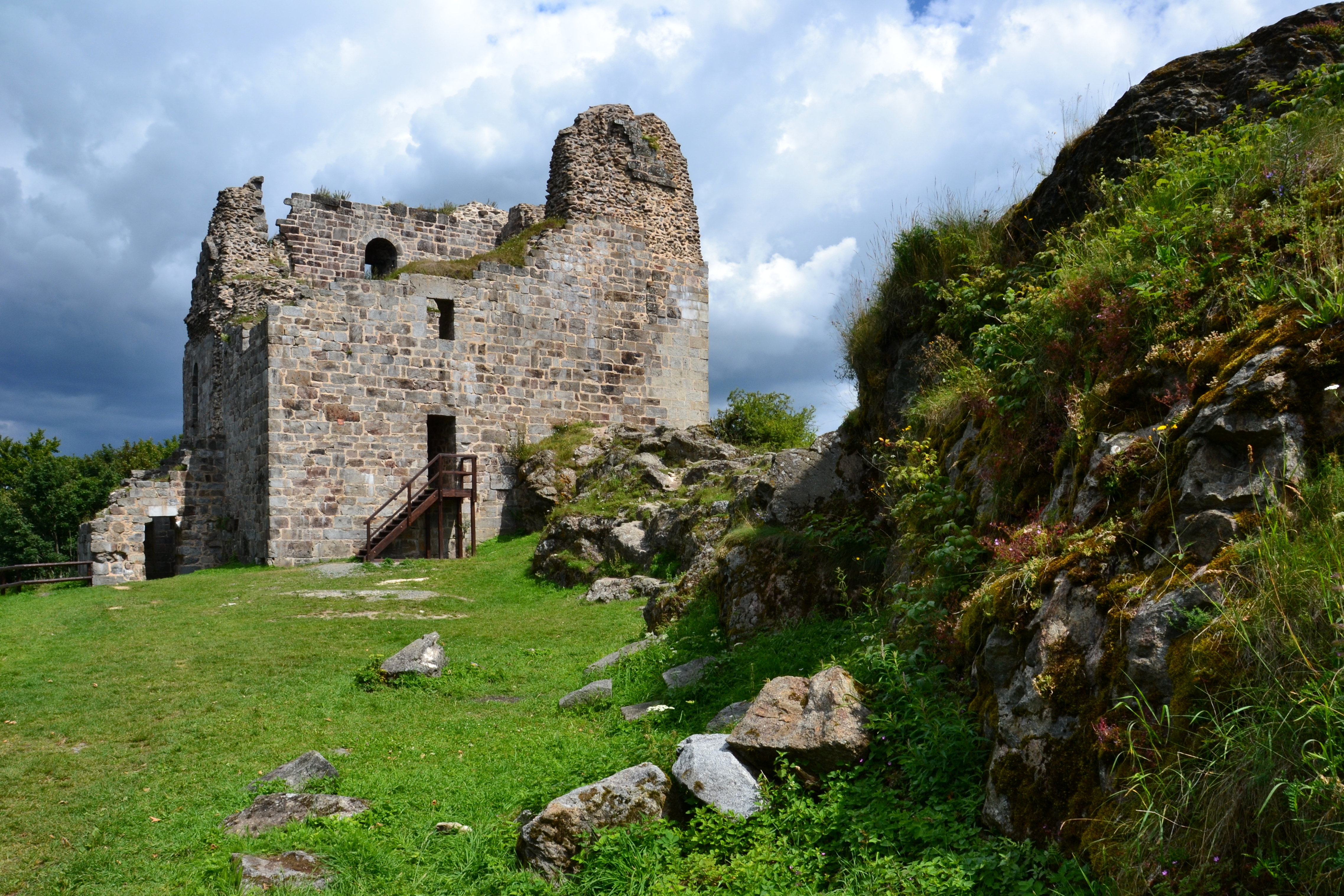
Château de Přimda.
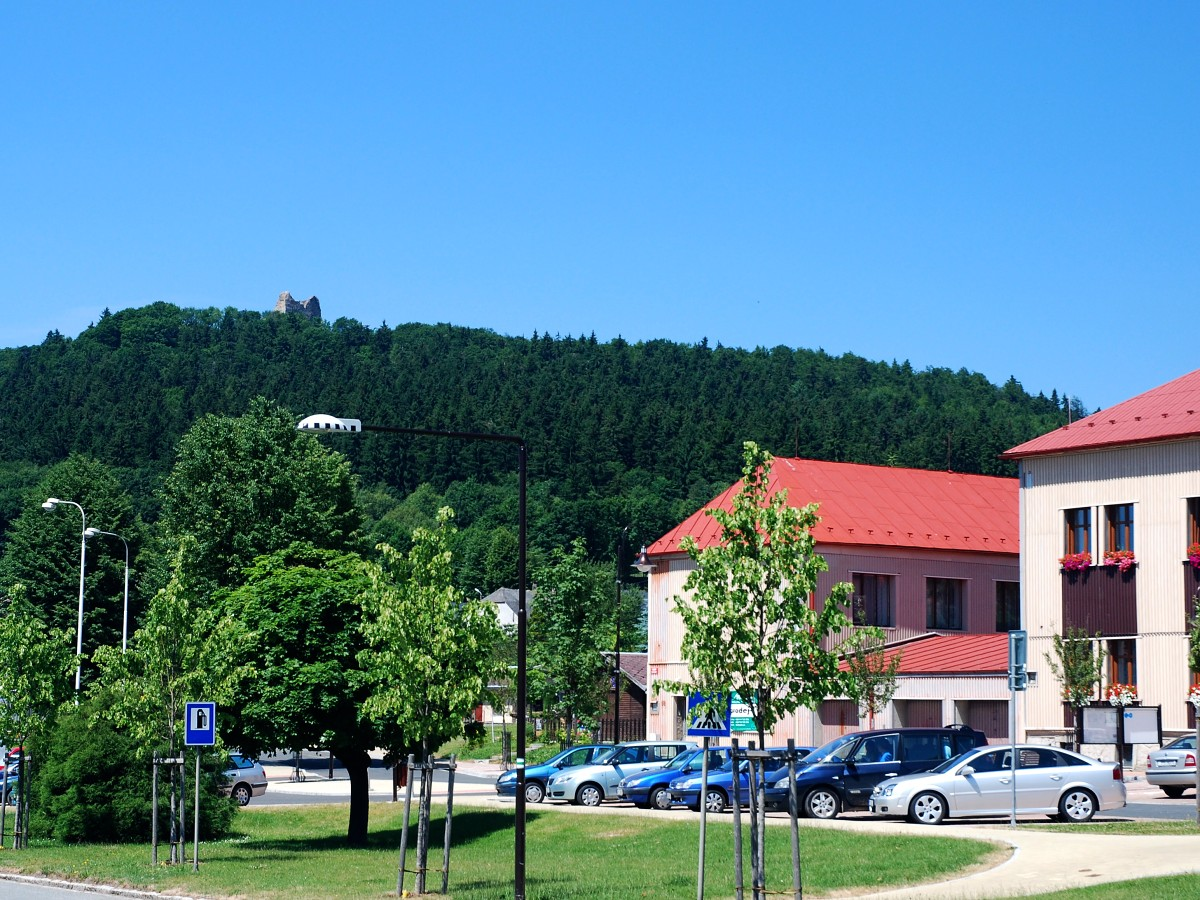
Château vu depuis la place de Přimda.

## Transports
Par la route, Přimda se trouve à 17 km de Tachov, à 61 km de Plzeň  et à 157 km de Prague.
L'autoroute D5 traverse le territoire de la commune de Přimda d'est en ouest. L'accès le plus proche ( 136 Mlýnec) est situé à 4,5 km du centre urbain.

## Climat
| Mois                                  | jan.       | fév.       | mars       | avril     | mai       | juin      | jui.      | août      | sep.      | oct.      | nov.       | déc.       | année      |
| ------------------------------------- | ---------- | ---------- | ---------- | --------- | --------- | --------- | --------- | --------- | --------- | --------- | ---------- | ---------- | ---------- |
| Température minimale moyenne (°C)     | −3,9       | −3,5       | −0,6       | 3,4       | 7,5       | 10,8      | 12,7      | 12,7      | 8,8       | 4,6       | 0,4        | −2,9       | 4,2        |
| Température moyenne (°C)              | −2,3       | −1,2       | 2,6        | 7,7       | 12        | 15,3      | 17,2      | 17,1      | 12,4      | 7,3       | 1,9        | −1,5       | 7,4        |
| Température maximale moyenne (°C)     | −0,6       | 1,3        | 5,9        | 12,1      | 16,5      | 19,9      | 21,7      | 21,6      | 16,1      | 10        | 3,6        | −0,1       | 10,7       |
| Record de froid (°C) date du record   | −17,9 2006 | −20,1 1991 | −15,9 2018 | −8,5 2003 | −2 2020   | 1,3 1992  | 4,7 2000  | 3,4 1998  | 0,2 2002  | −7,1 1991 | −13,3 1998 | −20,4 1996 | −20,4 1996 |
| Record de chaleur (°C) date du record | 12,1 1998  | 16,5 2021  | 21,7 2021  | 27,4 2012 | 30,5 2003 | 32,5 2013 | 33,9 2015 | 36,6 2003 | 29,4 2003 | 23,2 2004 | 16,5 2010  | 10,9 1989  | 36,6 2003  |
| Précipitations (mm)                   | 58,1       | 45,5       | 50,3       | 41,4      | 62,3      | 74,5      | 79,2      | 76,5      | 62,2      | 55,8      | 54         | 64         | 723,9      |
| Nombre de jours avec précipitations   | 11,3       | 9          | 10,3       | 8,2       | 11        | 11        | 11,8      | 10,2      | 9,1       | 10,6      | 10,7       | 12,4       | 125,6      |

| Diagramme climatique                                  |             |             |             |             |              |              |              |             |           |          |            |
| J                                                     | F           | M           | A           | M           | J            | J            | A            | S           | O         | N        | D          |
| −0,6−3,958,1                                          | 1,3−3,545,5 | 5,9−0,650,3 | 12,13,441,4 | 16,57,562,3 | 19,910,874,5 | 21,712,779,2 | 21,612,776,5 | 16,18,862,2 | 104,655,8 | 3,60,454 | −0,1−2,964 |
| Moyennes : • Temp. maxi et mini °C • Précipitation mm |             |             |             |             |              |              |              |             |           |          |            |